# Substantivering
En substantivering är ett adjektiv som används självständigt utan något substantiviskt huvudord. Till exempel i meningen Många hemlösa ligger på gatorna. är ordet "hemlösa" ett substantiverat adjektiv i plural.
Substantivering förekommer i de flesta indoeuropeiska språk med kongruensböjningar. Detta beror på att kongruenser signalerar vad det är för sorts begrepp som åsyftas. Detta kallas även nominalisering och ses då som en transformation, vid vilken ett verb eller adjektiv ombildas till ett substantiv.
I meningen hon är åkande reporter är participet åkande ett adjektiv, eftersom det beskriver substantivet reporter. I de åkande var beredda att stiga av återfinns samma particip, men denna gång självständigt utan något substantiv; alltså är åkande i denna mening en substantivering.